# 전자 이동도
전자이동도(電子移動度, 영어: Electron Mobility)는 외부에서 가해진 전기장 {\displaystyle \mathbf {E} } 에 대한 전자의 표류 속도의 비로 정의된다.
{\displaystyle \mu \equiv \left|{\frac {v_{d}}{\mathbf {E} }}\right|}
2차원 전자계에서는 매우 낮은 산란도(Scattering rates)를 가진다. 평형 상태(Equilibrium state)에서 전도 전자(Conduction electron)들이 임의의 방향으로 움직이기 때문에 전류의 흐름은 없다. 평형 상태에서 특정 방향으로 외부 전기장 {\displaystyle \mathbf {E} }을 가해 주면 전도 전자들은 외부 전기장의 방향으로 {\displaystyle e\mathbf {E} }의 힘을 받아 표류(drift)를 하게 되고 그에 따라 전류 흐름이 생긴다. 안정된 상태 (Steady state)에서 외부 전기장 때문에 생기는 전도 전자들의 운동량(Momentum) 변화는 산란에 의해 잃게 되는 운동량 변화와 정확하게 일치한다.
{\displaystyle \left[{\frac {d\mathbf {p} }{dt}}\right]_{scattering}=\left[{\frac {d\mathbf {p} }{dt}}\right]_{field}}
그리고 {\displaystyle \tau _{m}}을 운동량 완화 시간(momentum relaxation time)이라고 한다면
{\displaystyle \mathbf {F} =m\mathbf {a} ={\frac {m\mathbf {v} _{d}}{\tau _{m}}}=e\mathbf {E} \Rightarrow v_{d}={\frac {e\tau _{m}}{m}}\mathbf {E} }
을 만족하고, 이 경우 mobility {\displaystyle \mu }는
{\displaystyle \mu ={\frac {\left|e\right|\tau _{m}}{m}}} 가 된다.
이 식에서 보는 바와 같이 전자 이동도는 운동량 완화 시간과 관련이 있다.